# Palpomyia fulvescens
Palpomyia fulvescens är en tvåvingeart som beskrevs av Jean-Jacques Kieffer 1919. Palpomyia fulvescens ingår i släktet Palpomyia och familjen svidknott. Inga underarter finns listade i Catalogue of Life.